# Scrapter acanthophorus
Scrapter acanthophorus är en biart som beskrevs av Davies 2005. Scrapter acanthophorus ingår i släktet Scrapter och familjen korttungebin. Inga underarter finns listade i Catalogue of Life.